# Звук
Звук — физическое явление, представляющее собой распространение упругих волн в газообразной, жидкой или твёрдой среде. В узком смысле под звуком имеют в виду эти волны, рассматриваемые в связи с тем, как они воспринимаются органами чувств.
Источником звука может выступать тело, совершающее механические колебания по определённому закону.
В общем случае звук является совокупностью волн различных частот. Распределения интенсивности по частотам {\displaystyle dI/df} бывают плавными (непрерывными) или с выраженными максимумами при {\displaystyle f=f_{1},\,f_{2},..} (дискретными). Для упрощения нередко сосредоточиваются на одной волне конкретной частоты.
Обычный человек способен слышать звуковые колебания в диапазоне частот от 16—20 Гц до 15—20 кГц. Звук ниже диапазона слышимости человека называют инфразвуком; выше: до 1 ГГц, — ультразвуком, от 1 ГГц — гиперзвуком.
В первом приближении громкость звука диктуется амплитудой волны, а тон, высота звука — частотой. Более точно, громкость сложным образом зависит от эффективного звукового давления, частоты и формы колебаний, а высота звука — не только от частоты, но и от величины звукового давления.
Среди слышимых звуков выделяются фонетические, речевые звуки и фонемы (из которых состоит устная речь) и музыкальные звуки (из которых состоит музыка). Музыкальные звуки содержат не один, а несколько тонов (волн фиксированных частот {\displaystyle f_{i}}), а иногда и шумовые компоненты в широком акустическом диапазоне.

## Понятие о звуке

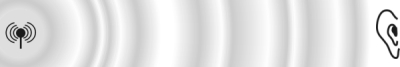
Звуковые волны в воздухе — чередующиеся области сжатия и разрежения

Звуковые волны могут служить примером колебательного процесса. Всякое колебание связано с нарушением равновесного состояния системы и выражается в отклонении её характеристик от равновесных значений с последующим возвращением к исходному значению. Для звуковых колебаний такой характеристикой является давление в точке среды, а её отклонение — звуковым давлением.
Если произвести резкое смещение частиц упругой среды в одном месте (например, с помощью поршня), то в этом месте увеличится давление. Благодаря упругим связям частиц давление передаётся на соседние частицы, которые, в свою очередь, воздействуют на следующие, и область повышенного давления как бы перемещается в упругой среде. За областью повышенного давления следует область пониженного давления, и, таким образом, образуется ряд чередующихся областей сжатия и разрежения, распространяющихся в среде в виде волны. Каждая частица упругой среды в этом случае будет совершать колебательные движения.
Скорость колебательного движения частиц упругой среды — колебательная скорость — измеряется в м/с или см/с. В энергетическом отношении реальные колебательные системы характеризуются изменением энергии вследствие частичной её затраты на работу против сил трения и излучение в окружающее пространство. В упругой среде колебания постепенно затухают. Для характеристики затухающих колебаний используются коэффициент затухания (S), логарифмический декремент (D) и добротность (Q).
Коэффициент затухания отражает быстроту убывания амплитуды с течением времени. Если обозначить время, в течение которого амплитуда уменьшается в е = 2,718 раз, через {\displaystyle \tau }, то:
{\displaystyle S={\frac {1}{\tau }}}.
Уменьшение амплитуды за один цикл характеризуется логарифмическим декрементом. Логарифмический декремент равен отношению периода колебаний ко времени затухания {\displaystyle \tau }:
{\displaystyle D={\frac {T}{\tau }}}
Если на колебательную систему с потерями действовать периодической силой, то возникают вынужденные колебания, характер которых в той или иной мере повторяет изменения внешней силы. Частота вынужденных колебаний не зависит от параметров колебательной системы. Напротив, амплитуда зависит от массы, механического сопротивления и гибкости системы. Такое явление, когда амплитуда колебательной скорости достигает максимального значения, называется механическим резонансом. При этом частота вынужденных колебаний совпадает с частотой собственных незатухающих колебаний механической системы.
При частотах воздействия, значительно меньших резонансной, внешняя гармоническая сила уравновешивается практически только силой упругости. При частотах возбуждения, близких к резонансной, главную роль играют силы трения. При условии, когда частота внешнего воздействия значительно больше резонансной, поведение колебательной системы зависит от силы инерции или массы.
Свойство среды проводить акустическую энергию, в том числе и ультразвуковую, характеризуется акустическим сопротивлением. Акустическое сопротивление среды выражается отношением звуковой плотности к объёмной скорости ультразвуковых волн. Удельное акустическое сопротивление среды устанавливается соотношением амплитуды звукового давления в среде к амплитуде колебательной скорости её частиц. Чем больше акустическое сопротивление, тем выше степень сжатия и разрежения среды при данной амплитуде колебания частиц среды. Численно, удельное акустическое сопротивление среды (Z) находится как произведение плотности среды ({\displaystyle \rho }) на скорость (с) распространения в ней звуковых волн.
{\displaystyle Z=\rho c}
Удельное акустическое сопротивление измеряется в паскаль-секундах на метр (Па·с/м) или дин•с/см³ (СГС); 1 Па·с/м = 10−1 дин • с/см³.
Значение удельного акустического сопротивления среды часто выражается в г/с·см², причём 1 г/с·см² = 1 дин•с/см³. Акустическое сопротивление среды определяется поглощением, преломлением и отражением ультразвуковых волн.
Звуковое, или акустическое, давление в среде представляет собой разность между мгновенным значением давления в данной точке среды при наличии звуковых колебаний и статическим давлением в той же точке при их отсутствии. Иными словами, звуковое давление есть переменное давление в среде, обусловленное акустическими колебаниями. Максимальное значение переменного акустического давления (амплитуда давления) может быть рассчитано через амплитуду колебания частиц:
{\displaystyle P=2\pi f\rho cA}
где Р — максимальное акустическое давление (амплитуда давления);
- f — частота;
- с — скорость распространения ультразвука;
- {\displaystyle \rho } — плотность среды;
- А — амплитуда колебания частиц среды.

На расстоянии в половину длины волны (λ/2) значение звукового давления из положительного становится отрицательным. Разница давлений в двух точках с максимальным и минимальным его значением (отстоящих друг от друга на λ/2 вдоль направления распространения волны) равна 2Р.
Для выражения звукового давления в единицах СИ используется паскаль (Па), равный давлению в один ньютон на квадратный метр (Н/м²). Звуковое давление в системе СГС измеряется в дин/см²; 1 дин/см² = 10−1 Па = 10−1 Н/м². Наряду с указанными единицами часто пользуются внесистемными единицами давления — атмосфера (атм) и техническая атмосфера (ат), при этом 1 ат = 0,98⋅106 дин/см² = 0,98⋅105 Н/м². Иногда применяется единица, называемая баром или микробаром (акустическим баром); 1 бар = 106 дин/см².
Давление, оказываемое на частицы среды при распространении волны, является результатом действия упругих и инерционных сил. Последние вызываются ускорениями, величина которых также растёт в течение периода от нуля до максимума (амплитудное значение ускорения). Кроме того, в течение периода ускорение меняет свой знак.
Максимальные значения величин ускорения и давления, возникающие в среде при прохождении в ней ультразвуковых волн, для данной частицы не совпадают во времени. В момент, когда перепад ускорения достигает своего максимума, перепад давления становится равным нулю. Амплитудное значение ускорения (а) определяется выражением:
{\displaystyle a=\omega ^{2}A=(2\pi f)^{2}A}
Если бегущие ультразвуковые волны наталкиваются на препятствие, оно испытывает не только переменное давление, но и постоянное. Возникающие при прохождении ультразвуковых волн участки сгущения и разрежения среды создают добавочные изменения давления в среде по отношению к окружающему её внешнему давлению. Такое добавочное внешнее давление носит название давления излучения (радиационного давления). Оно служит причиной того, что при переходе ультразвуковых волн через границу жидкости с воздухом образуются фонтанчики жидкости и происходит отрыв отдельных капелек от поверхности.
Этот механизм нашёл применение в образовании аэрозолей лекарственных веществ. Радиационное давление часто используется при измерении мощности ультразвуковых колебаний в специальных измерителях — ультразвуковых весах.
В жидких и газообразных средах, где отсутствуют значительные колебания плотности, акустические волны имеют продольный характер, то есть направление колебания частиц совпадает с направлением перемещения волны. В твёрдых телах, помимо продольных деформаций, возникают также упругие деформации сдвига, обусловливающие возбуждение поперечных (сдвиговых) волн; в этом случае частицы совершают колебания перпендикулярно направлению распространения волны (поперечная волна). Скорость распространения продольных волн значительно больше скорости распространения сдвиговых волн.
В философии, психологии и экологии средств коммуникации звук исследуется в связи с его воздействием на восприятие и мышление (речь идёт, например, об акустическом пространстве как пространстве, создаваемом воздействием электронных средств коммуникации).

## Физические параметры звука

### Спектр звука

Примеры форм звуковых сигналов (слева) и соответствующих спектров: a-c — дискретные; d — непрерывный

Под спектром понимается распределение звуковой энергии по частоте {\displaystyle dI/df}, то есть функция, показывающая относительную представленность различных частот в изучаемом звуке. Если это распределение дискретное, то {\displaystyle dI/df} записывается как сумма дельта-функций вида {\displaystyle \sum I_{i}\delta (f-f_{i})}; в таком случае может быть приведён перечень присутствующих частот с их вкладами в общую интенсивность: {\displaystyle (f_{1},\,I_{1}),\,\,(f_{2},\,I_{2}),..} и так далее.
Применительно к музыкальным звукам вместо слова «спектр» используется понятие «тембр» в том же значении.

### Интенсивность звука
Интенсивность (сила) звука — скалярная физическая величина, характеризующая мощность, переносимую в направлении распространения звука. Учитывает весь частотный диапазон, а именно {\displaystyle I=\int (dI/df)\,df}. Различаются мгновенная, то есть в данный момент {\displaystyle I(t)}, и усреднённая по некоторому промежутку времени {\displaystyle <I(t)>} интенсивность.

### Длительность звука
Длительность звука — общая продолжительность колебаний источника упругих волн в секундах или, в музыке, в единицах музыкального ритма (см. длительность (музыка)).

### Скорость звука

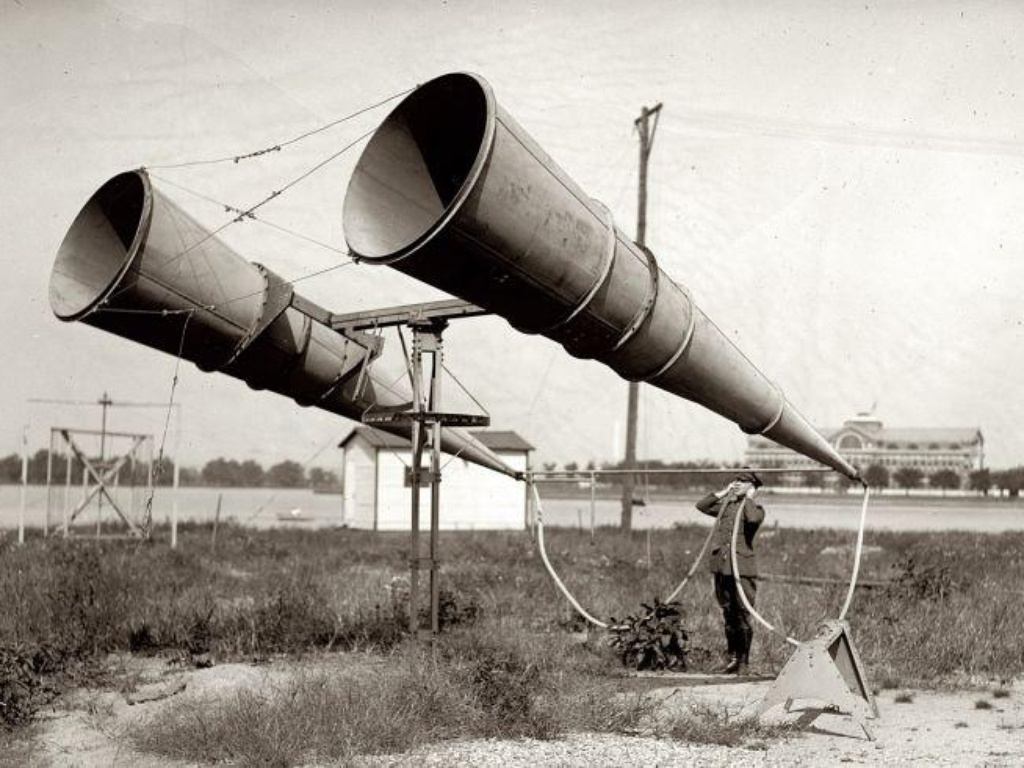
Средства звукового наблюдения, основанные на бинауральном эффекте

Скорость звука — скорость распространения звуковых волн в среде.
Как правило, в газах скорость звука меньше, чем в жидкостях.
Скорость звука в воздухе зависит от температуры и в нормальных условиях составляет примерно 340 м/с.
Скорость звука в любой среде вычисляется по формуле:
{\displaystyle c={\sqrt {\frac {1}{\beta \rho }}}},
где {\displaystyle \beta } — адиабатическая сжимаемость среды; {\displaystyle \rho } — плотность.

### Громкость звука
Громкость звука — субъективное восприятие силы звука (абсолютная величина слухового ощущения). Громкость главным образом зависит от звукового давления, амплитуды и частоты звуковых колебаний. Также на громкость звука влияют его спектральный состав, локализация в пространстве, тембр, длительность воздействия звуковых колебаний, индивидуальная чувствительность слухового анализатора человека и другие факторы.

## Генерация звука
Обычно для генерации звука применяются колеблющиеся тела различной природы, вызывающие колебания окружающего воздуха. Примером такой генерации может служить использование голосовых связок, динамиков или камертона. Большинство музыкальных инструментов основано на том же принципе. Исключением являются духовые инструменты, в которых звук генерируется за счёт взаимодействия потока воздуха с неоднородностями в инструменте. Для создания когерентного звука применяются так называемые звуковые или фононные лазеры.
В технике применяются генераторы звука.

## Ультразвук
Ультразвук — упругие звуковые колебания высокой частоты. Человеческое ухо воспринимает распространяющиеся в среде упругие волны частотой приблизительно до 16 Гц-20 кГц; колебания с более высокой частотой представляют собой ультразвук (за пределом слышимости). На явлении отражения основана ультразвуковая диагностика.
Поглощение ультразвуковых волн
Поскольку среда, в которой распространяется ультразвук, обладает вязкостью, теплопроводностью и имеет другие причины внутреннего трения, то при распространении волны происходит поглощение, то есть по мере удаления от источника амплитуда и энергия ультразвуковых колебаний становятся меньше. Среда, в которой распространяется ультразвук, вступает во взаимодействие с проходящей через него энергией и часть её поглощает. Преобладающая часть поглощённой энергии преобразуется в тепло, меньшая часть вызывает в передающем веществе необратимые структурные изменения.
Под глубиной проникновения ультразвука понимают глубину, при которой интенсивность уменьшается вдвое. Эта величина обратно пропорциональна поглощению: чем сильнее среда поглощает ультразвук, тем меньше расстояние, на котором интенсивность ультразвука ослабляется наполовину.
Если в среде имеются неоднородности, то происходит рассеяние звука, которое может существенно изменить простую картину распространения ультразвука и, в конечном счёте, также вызвать затухание волны в первоначальном направлении распространения.
На границе раздела сред (напр., эпидермис — дерма — фасция — мышца) будет наблюдаться преломление ультразвуковых волн.
Бегущие и стоячие ультразвуковые волны
Если при распространении ультразвуковых волн в среде не происходит их отражения, образуются бегущие волны. В результате потерь энергии колебательные движения частиц среды постепенно затухают, и чем дальше расположены частицы от излучающей поверхности, тем меньше амплитуда их колебаний.
Если же на пути распространения ультразвуковых волн имеются ткани с разными удельными акустическими сопротивлениями, то в той или иной степени происходит отражение ультразвуковых волн от пограничного раздела. Наложение падающих и отражающихся ультразвуковых волн может приводить к возникновению стоячих волн. Для возникновения стоячих волн расстояние от поверхности излучателя до отражающей поверхности должно быть кратным половине длины волны.

## Инфразвук
Инфразву́к (от лат. infra — ниже, под) — звуковые колебания, имеющие частоты ниже воспринимаемых человеческим ухом. За верхнюю границу частотного диапазона инфразвука обычно принимают 16—25 Гц. Нижняя же граница инфразвукового диапазона условно определена как 0,001 Гц. Практический интерес могут представлять колебания от десятых и даже сотых долей герц, то есть с периодами в десяток секунд.
Поскольку природа возникновения инфразвуковых колебаний такая же, как и у слышимого звука, инфразвук подчиняется тем же закономерностям, и для его описания используется такой же математический аппарат, как и для обычного слышимого звука (кроме понятий, связанных с уровнем звука). Инфразвук слабо поглощается средой, поэтому может распространяться на значительные расстояния от источника. Из-за очень большой длины волны ярко выражена дифракция.
Инфразвук, образующийся в море, называют одной из возможных причин нахождения судов, покинутых экипажем.

## Опыты и демонстрации
Для демонстрации стоячих волн звука служит труба Рубенса.
Различие в скоростях распространения звука наглядно, когда вдыхают вместо воздуха гелий, и говорят что-либо, выдыхая им, — голос становится выше. Если же газ — гексафторид серы SF6, то голос звучит ниже. Связано это с тем, что газы примерно одинаково хорошо сжимаемы, поэтому в обладающем очень низкой плотностью гелии по сравнению с воздухом происходит увеличение скорости звука, и понижение — в гексафториде серы с очень высокой для газов плотностью, размеры же ротового резонатора человека остаются неизменными, в итоге меняется резонансная частота, так как чем выше скорость звука, тем выше резонансная частота при остальных неизменных условиях.
О скорости звука в воде можно визуально получить представление в опыте дифракции света на ультразвуке в воде. В воде по сравнению с воздухом, скорость звука выше, так как даже при существенно более высокой плотности воды (что должно было бы привести к падению скорости звука), вода настолько плохо сжимаема, что в итоге в ней скорость звука оказывается всё равно в несколько раз выше.
В 2014 году была представлена установка, которая звуковыми волнами поднимает сантиметровые предметы.